# 이브라힘 이스칸다르
술탄 이브라힘 이브니 알마르훔 술탄 이스칸다르(말레이어: Sultan Ibrahim Ibni Almarhum Sultan Iskandar, 1958년 11월 22일~)은 말레이시아의 제17대 양 디 페르투안 아공(국왕)이다. 그는 또한 2010년 아버지 술탄 이스칸다르 가 사망한 후 왕위에 오른 이후 현대 조호르의 다섯 번째 술탄이기도 하다.
오토바이 애호가인 술탄 이브라힘은 연례 오토바이 투어 행사인 켐바라 마코타 조호르(말레이어: Kembara Mahkota Johor)의 창립자이다.
2024년 1월 31일, 그는 말레이시아의 제17대 양 디페르투안 아공으로 취임했으며, 2023년 10월 27일에 5년 임기로 선출되었다.